# 石高全
石高全（1963年9月—2018年3月1日），江苏如皋人，中国高分子化学家，清华大学化学系高分子所所长，中国共产党党员。曾担任《Physical Chemistry Chemical Physics》副主编，《光散射学报》编委，《ACS Nano》、《Chemistry Select》和《Advanced Materials Technologies》杂志顾问编委。

## 生平
1985年毕业于南京大学化学系，获理学学士学位。1990年至1992年曾赴日本东京农工大学工学部留学，1992年获得南京大学理学博士学位。
1992年至1993年，担任南京大学化学系讲师。1993年至1995年，任南京大学化学系副教授。1995年任美国加州大学河滨分校高级访问学者。1995年至2000年，任南京大学化学系教授，2000年起任清华大学化学系教授。
2018年3月1日22时35分因病医治无效在北京逝世，享年55岁。

## 学术研究
研究方向为石墨烯功能材料和导电高分子材料，研制了一系列高强度导电高分子材料，特别是电化学合成了强度超过金属铝的聚噻吩膜和力学性能优异的聚苯膜材料，为我国导电高分子和石墨烯事业培养了大批人才，做出了卓越贡献。至今发表SCI论文300余篇，担任“973”项目“石墨烯材料的宏量可控制备及其应用基础研究”“石墨烯的可控组装与复合”首席科学家。一些论文发表在Science, J. Am. Chem. Soc., Chem. Soc. Rev.,等国际一流刊物上。论文被引用23000余次。H-index 为69。

## 奖项和荣誉
- 获得过清华大学“清华之友优秀教师”奖。
- 2002年获得国家自然科学基金杰出青年基金资助
- 2004年获得中国化学会-巴斯夫“青年知识创新奖”
- 2004年获得国家自然科学基金二等奖（第二完成人）
- 2005年获得国务院政府特殊津贴
- 2007年教育部长江学者特聘教授
- 2013年获得教育部高等学校优秀研究成果（自然科学）一等奖
- 2016年获得国家自然科学二等奖（第一完成人）